# Екјен-Плаж
Екјен-Плаж (фр. Equihen-Plage) насеље је и општина у североисточној Француској у региону Север-Па д Кале, у департману Па де Кале која припада префектури Булоњ сир Мер.
По подацима из 2011. године у општини је живело 2903 становника, а густина насељености је износила 761,94 становника/km². Општина се простире на површини од 3,81 km². Налази се на средњој надморској висини од 55 метара (максималној 96 m, а минималној 0 m).

## Демографија
| 1962. | 1968. | 1975. | 1982. | 1990. | 1999. | 2011. |
| ----- | ----- | ----- | ----- | ----- | ----- | ----- |
| 2.530 | 2.592 | 2.868 | 3.164 | 3.067 | 2.934 | 2.903 |

График промене броја становника у току последњих година